# Избори за српског члана Предсједништва Босне и Херцеговине 2018.
Избори за српског члана Предсједништва Босне и Херцеговине 2018. одржани су 7. октобра у склопу општих избора у БиХ. За ове изборе Централна изборна комисија је овјерила 4 кандидата. Предсједник Републике Српске Милорад Додик, кандидат СНСД-а (званично само кандидат СНСД-а, али је имао подршку коалиционих партнера ДНС-а и СП-а), побиједио је, досадашњег српског члана Предсједништва БиХ Младена Иванића који се кандидовао за други мандат испред Савеза за побједу.

## Резултати
Прелиминарни резултати на основу 100% обрађених бирачких мјеста:
| Кандидат              | Политички субјекат      | Број гласова       | %      | Изабран / Није изабран |
| --------------------- | ----------------------- | ------------------ | ------ | ---------------------- |
| Милорад Додик         | СНСД                    | 368.210            | 53,88  | Изабран                |
| Младен Иванић         | Савез за побједу        | 292.065            | 42,74  |                        |
| Мирјана Поповић       | Српска напредна странка | 12.731             | 1,86   |                        |
| Гојко Кличковић       | Прва СДС                | 10.355             | 1,52   |                        |
| Укупно важећи гласови | Укупно важећи гласови   | 683.361            | 93,91% | -                      |
| Неважећи гласови      | Неважећи гласови        | 44.277             | 6,08%  | -                      |
| Излазност             | Излазност               | 727.638 /1.260.597 | 57,72% | -                      |
| Извор: ЦИК            |                         |                    |        |                        |

## Резултати по општинама
Општине у којима је разлика између два водећа кандидата била унутар 1%:
- Нови Град, Додик +0,27% (36 гласова)
- Лопаре, Иванић +0,33% (23 гласа)
- Бијељина, Иванић +0,45% (255 гласова)
- Бања Лука, Додик +0,76% (804 гласа)